# Emilio Grassi
Emilio Grassi (fl. XX secolo) è stato un calciatore italiano, di ruolo centrocampista.

## Carriera
Disputa con la Sampierdarenese 22 gare nel campionato di Prima Divisione 1922-1923.